# Farkhod Vasiev
Farkhod Saidjonovich Vasiev (14 de abril de 1990, Dusambé, Unión Soviética) es un futbolista tayikistaní, que juega como defensa en el FC Tambov de la Primera División de Rusia.

## Selección nacional

### Participaciones en Copas del Mundo
| Mundial                     | Sede          | Resultado        | Partidos | Goles |
| --------------------------- | ------------- | ---------------- | -------- | ----- |
| Copa Mundial Sub-17 de 2007 | Corea del Sur | Octavos de final | 4        | 1     |

## Clubes
| Club                        | País       | Año         |
| --------------------------- | ---------- | ----------- |
| CSKA Dushanbe               | Tayikistán | 2006        |
| FC Saturn II                | Rusia      | 2007 - 2009 |
| PFC Krylia Sovetov (Cedido) | Rusia      | 2010        |
| FC Zhemchuzhina             | Rusia      | 2011        |
| FC Shinnik                  | Rusia      | 2011 - 2012 |
| FC Volgar                   | Rusia      | 2013        |
| FC Orenburg                 | Rusia      | 2013 - 2017 |
| FC Istiklol (Cedido)        | Tayikistán | 2017        |
| FC Orenburg                 | Rusia      | 2017 -2018  |
| FK Tyumen                   | Rusia      | 2018 - 2019 |
| FC Neftekhimik              | Rusia      | 2019 - 2020 |
| FC Tambov                   | Rusia      | 2021 - 2021 |